# Cheshmeh Barad
Cheshmeh Barad (en persa: چشمه برد‎; también conocido como Nūrābād)  es una aldea en el distrito rural de Koregah-e Gharbi, en el distrito central del condado de Khorramabad, provincia de Lorestan, Irán. En el censo de 2006, su población era de 19 habitantes, con 4 familias.